# CD45
CD45またはPTPRC（英: protein tyrosine phosphatase receptor type C）は、ヒトではPTPRC遺伝子にコードされる酵素である。当初は、白血球共通抗原（leukocyte common antigen、LCA）と呼ばれていた。

## 機能
PTPRC遺伝子によってコードされるタンパク質産物はCD45として最もよく知られており、プロテインチロシンホスファターゼ（PTP）ファミリーのメンバーである。PTPは、細胞成長、分化、有糸分裂サイクル、発がん性形質転換を含む、さまざまな細胞過程を調節するシグナル伝達分子である。CD45は細胞外ドメイン、1本膜貫通セグメント、2つのタンデムな細胞内触媒ドメインを含み、受容体型PTPファミリーに属する。
CD45はI型膜貫通タンパク質で、赤血球と形質細胞を除く、分化したすべての造血系細胞にさまざまなアイソフォームで存在する。CD45はT細胞受容体やB細胞受容体を介したシグナル伝達に必須の調節因子である。その機能は、細胞外ドメインを介した抗原受容体複合体の構成要素との直接的な相互作用（一種の共刺激）、または細胞内ドメインを介した抗原受容体シグナル伝達に必要なさまざまなSrcファミリーキナーゼの活性化である。また、CD45はJAKキナーゼを抑制し、そのためサイトカイン受容体シグナル伝達の負の調節因子としても機能する。
この遺伝子には選択的スプライシングによる転写産物バリアントが多く存在し、それぞれ異なるアイソフォームをコードしていることが報告されている。CD45のさまざまなアイソフォームに対する抗体は、免疫組織化学的な免疫細胞種の区別やリンパ腫や癌腫の組織断片の鑑別のために一般的に利用されている。

## アイソフォーム
CD45タンパク質ファミリーは複数のメンバーから構成されるが、全てPTPRC遺伝子の産物である。この遺伝子は34個のエクソンからなり、細胞外ドメインと細胞内ドメインの双方が非常に大きい、巨大なタンパク質を産生する。エクソン4、5、6（タンパク質のA、B、C領域に対応する）は選択的スプライシングを受け、この3つのエクソンの全ての組み合わせによって最大で8種類の異なるタンパク質が産生されうる。
CD45の巨大な細胞外ドメインは高度にグリコシル化されており、これらのアイソフォームの側鎖の構造には大きな多様性が存在する。アイソフォーム間の差異はタンパク質のN末端領域に生じる。この領域は細胞から直線的に伸び、O結合型糖鎖が存在している。 
CD45のアイソフォームは細胞種と分化段階に特異的な発現を示し、そのパターンは哺乳類できわめてよく保存されている。これらのアイソフォームは、免疫細胞の種類を同定し区別するマーカーとしてよく利用されている。
ナイーブT細胞は、通常A領域のみを含むCD45RAを発現している。最も短いアイソフォームでA、B、C領域を全て欠くCD45ROは、活性化されたメモリーT細胞や一部のB細胞、活性化された単球やマクロファージ、顆粒球で発現している。B細胞は3つのエクソンをすべて含むCD45R（CD45RABC）を発現しており、B220とも呼ばれている。B220の発現はB細胞に限らず、一部の樹状細胞などでも発現している。

## 相互作用
PTPRC（CD45）は次に挙げる因子と相互作用することが示されている。
- GANAB（英語版）[14][15][16]
- LYN（英語版）[17]
- LCK（英語版）[18][19]
- SKAP1（英語版）[20]

CD45はHCMVのUL11タンパク質と相互作用することが近年示された。この相互作用はT細胞の機能的麻痺を引き起こす。さらに、CD45はD種アデノウイルス19a型のE3/49Kタンパク質がNK細胞とT細胞の活性化を阻害するための標的であることも示されている。

## 臨床的重要性
CD45はすべての白血球に存在するチロシンホスファターゼ活性を持つタンパク質で、造血系のシグナル伝達の調節に関与している。マウスやヒトの非形質転換型造血系細胞ではCD45と脂質ラフトとの共局在は見られないが、急性骨髄性白血病（AML）への発がん性形質転換によってCD45は脂質ラフト内へ位置するようになる。AML細胞でのCD45の脂質ラフトへの共局在は、白血病細胞の増殖に関与するGM-CSFシグナル強度の増加に寄与する。

## コンジェニックマーカーとしての利用
マウスには、CD45.1とCD45.2（歴史的にそれぞれLy5.1、Ly5.2とも呼ばれる）という2つの区別可能なアレルが存在する。これらCD45の2つのタイプは機能的には同一であると考えられている。そのため、これらは細胞を区別するためのコンジェニックマーカーとして科学研究で一般的に利用されている。例えば、CD45.1を持つ供与体マウスの白血球をCD45.2を持つ宿主マウスへ移植することで、その後CD45.1の発現によって移植された白血球に由来する細胞を同定することができる。この技術はキメラを作製する際に一般的に利用されている。他のシステムとして、CD90（Thy1）のアレル（CD90.1/CD90.2）もCD45.1/CD45.2と同様に利用されている。

## 関連文献
- “CD45 in memory and disease”. Archivum Immunologiae Et Therapiae Experimentalis 50 (2):  85–93. (2002). PMID 12022705.
- “Interleukin-6, CD45 and the src-kinases in myeloma cell proliferation”. Leukemia & Lymphoma 44 (9):  1477–81. (September 2003). doi:10.3109/10428190309178767. PMID 14565647.
- “CD45 variant alleles: possibly increased frequency of a novel exon 4 CD45 polymorphism in HIV seropositive Ugandans”. Immunogenetics 56 (2):  107–10. (May 2004). doi:10.1007/s00251-004-0668-z. PMID 15057492.
- “CD45: direct and indirect government of immune regulation”. Immunology Letters 94 (3):  167–74. (July 2004). doi:10.1016/j.imlet.2004.05.011. PMID 15275963.
- Jameson R (2006年). “CD45”. Immunology course for undergraduates.   Davidson College. 2011年10月24日閲覧。